# Дочь маркиза
«Дочь маркиза» (фр. La fille du marquis) — историко-приключенческий роман французского писателя Александра Дюма-отца, впервые опубликованный в 1872 году, после смерти автора. Продолжение романа «Таинственный доктор» (1870).

## Сюжет и история текста
Действие романа происходит в 1793—1796 годах. Врач Жак Мери, главный герой «Таинственного доктора», становится депутатом революционного Конвента. Его возлюбленная Ева уезжает в Вену после казни отца-маркиза. Позже она возвращается во Францию, открыто выступает против Робеспьера, оказывается в тюрьме, но избегает гибели благодаря термидорианскому перевороту. Выйдя на свободу, Ева становится любовницей Поля Барраса. Позже она снова встречает Мери и после долгих испытаний становится его женой. Часть романа написана от имени Евы как её дневник.
«Дочь маркиза» была впервые опубликована в 1872 году, когда Дюма уже не было в живых. Специалисты отмечают, что в этом романе автор в очередной раз создал романтизированную, но в своей основе соответствующую фактам историю Французской революции. В его изображении по-новому предстают Дантон, Марат, Шарлотта Корде, Жозефина Богарне.